# Межі зростання
«Межі зростання» (англ. The Limits to Growth) — знаменита перша доповідь Римського клубу, опублікована 1972 року. Була перекладена більш як 30 мовами і видана загальним накладом понад 12 млн примірників.

## Підготовка
У 1970–1971 роках міжнародна група дослідників Масачусетського технологічного інституту (США) на чолі з молодим вченим Деннісом Медоузом на замовлення Римського клубу здійснила дослідження довгострокових наслідків глобальної тенденції зростання населення, промислового і сільськогосподарського виробництва, споживання природних ресурсів та забруднення довкілля. З цією метою застосовувалося комп'ютерне моделювання процесу розвитку цивілізації за допомогою моделі World3, розробленої з використанням методології системної динаміки Джея Форестера.

## Основні положення
Доповідь «Межі зростання» фактично заклала основи сучасної концепції «сталого (екологічно і соціально збалансованого) розвитку». Вона висунула дві принципові тези:
1. Якщо існуючі світові тенденції зростання населення, обсягів виробництва, виснаження ресурсів та забруднення довкілля залишаться незмінними, то протягом наступних років, приблизно в середині XXI сторіччя, буде досягнута фізична межа зростання на планеті Земля з подальшим різким та неконтрольованим зменшенням населення та економічним занепадом і деградацією екосистем.
2. Існує можливість змінити ці тенденції фізичного зростання і перейти до стану економічної, соціальної та екологічної стабільності, що буде «стало розвиватися» й надалі в майбутньому: вони полягають у зміні свідомості людей, засвоєнням ними системного мислення.

Завдяки цьому та наступним дослідженням була проведена принципова різниця між поняттями «зростання» (англ. growth) та «розвиток» (англ. development). Так, під зростанням розуміють збільшення обсягів шляхом тієї чи іншої переробки сировини, тоді як розвиток означає передусім розширення та реалізацію потенційних можливостей. Якщо зростання передбачає збільшення за кількісними параметрами, то розвиток робить наголос на покращенні або зміні якості. Наша планета еволюціонує в часі без зростання. Тому людське суспільство, що є підсистемою обмеженої за фізичними параметрами Землі, має зрештою адаптуватися до схожої парадигми розвитку — «сталого розвитку».

## Наслідки
Результати цього дослідження були оприлюднені у вигляді доповіді Римського клубу «Межі зростання». Вона мала величезний суспільно-політичний резонанс в усьому світі, зокрема широко обговорювалася як у науковому середовищі, так і в парламентах багатьох країн. Доповідь та спричинена нею дискусія відразу привернули до Римського клубу увагу світової громадськості — науковців, бізнесових кіл, політиків, державних та міжнародних високопосадовців.
Перша доповідь Римського клубу досягла своєї головної мети — стимулювала широке обговорення актуальної світової проблематики, передусім проблем економічного зростання в масштабах планети. Водночас, вона зазнала значної критики як за певні недоліки в методології, так і за начебто політичний захист ідеї «нульового економічного зростання», її апологетику. Подальша діяльність Римського клубу протягом майже 40 років та наступні понад 30 доповідей спростували це надумане звинувачення.

## Наступні публікації
У 1993 році Донелла Медоуз, Йорген Рандерс, Денніс Медоуз видали книгу «За межами зростання» (англ. Beyond the Limits), в якій наводяться коригування сценаріїв первісної моделі на основі 20-річних даних з моменту публікації першої доповіді.
Наприкінці 2004 року були опубліковані результати оновленого дослідження «Межі зростання — 30 років потому» (англ. Limits to Growth: The 30-Year Update), що базуються на останніх даних про тенденції розвитку людської цивілізації на планеті, удосконаленій моделі й новітній методології системної динаміки. В жовтні 2005 року Деніс Медоуз презентував нову книгу на зборах Римського клубу в Норфолку (Вірджинія, США), де вона отримала схвалення.
Адаптація концепції сталого розвитку до потреб України може стати одним з вирішальних чинників, що впливатиме на конкурентоспроможність країни в сучасну епоху. Враховуючи загальносвітову значимість цього дослідження і його суспільну важливість для визначення та реалізації перспективної стратегії розвитку України в XXI столітті, Українська асоціація Римського клубу здійснює роботу над українським виданням оновленої доповіді «Межі зростання — 30 років потому».

### Книги
- «Колапс: Як суспільства обирають між виживанням і загибеллю»
- «Межі приватизації»